# Klasztor Karmelitów Bosych w Wiśniowcu
Klasztor i kościół Karmelitów bosych w Wiśniowcu – zrujnowany klasztor karmelitów bosych w Wiśniowcu. Kościół nie istnieje od 1944 roku.
Klasztor został ufundowany przez ród Wiśniowieckich. Jego budowę zainicjował w 1645 Jeremi Wiśniowiecki, w którym zgodnie z testamentem z 1651 roku miał być po śmierci pochowany fundator.
Podczas powstania Chmielnickiego jesienią 1655 roku Kozacy dokonali rzezi Polaków i zakonników z klasztoru karmelitów bosych. Zamordowano wtedy z dużym okrucieństwem przełożonego klasztoru ojca Hilarego Herburta. W 1675 roku miasteczko i kościół zostały zniszczone przez Turków, a ludność wymordowana, w tym męczeńską śmiercią przełożony klasztoru ojciec Emanuel. Klasztor w tym czasie był przypuszczalnie drewniany.
Z funduszy Michała Serwacego Wiśniowieckiego rozpoczęto w 1720 roku budowę nowego kościoła karmelitów bosych pod wezwaniem św. Michała Archanioła. Projektantem kościoła był nadworny architekt Wiśniowieckich major wojsk królewskich Jakub Daprès Blangey. Po zakończeniu budowy biskup łucki Franciszek Antoni Kobielski konsekrował kościół w dniu 22 sierpnia 1740 roku. Kościół założono na planie krzyża łacińskiego z dwoma wieżami flankującymi prostokątne prezbiterium. Wejście i fasada wznosiły się od strony zamku. Wnętrze zdobiły polichromie. Do prezbiterium kościoła od wschodu przylegał dwuskrzydłowy klasztor, który zbudowano w latach 1726-1738. W 1780 roku cmentarz otaczający kościół i plac klasztorny otoczono ozdobnym barokowym murem. Zakonnicy finansowali też w XVIII wieku przyklasztorną szkołę i przytułek dla starców.
W 1745 roku w kościele pochowano Michała Serwacego Wiśniowieckiego odprawiając msze w obrządku rzymsko-katolickim i unickim. W 1747 roku pochowano w kościele Teklę Wiśniowiecką. Następnie w kościele byli chowani kolejni przedstawiciele rodziny Wiśniowieckich, a następnie Mniszchowie. W 1764 roku pożar zniszczył dach na klasztorze i kościele, który po 4 latach naprawiono. W 1781 roku kościół i klasztor zwiedził król Stanisław August Poniatowski. W 1816 toku klasztor posiadał bibliotekę mającą 1327 tomów. 
W 1832 w ramach kasaty klasztorów po stłumieniu powstania listopadowego wspólnota karmelitańska w Wiśniowcu została zlikwidowana. Kościół klasztorny zaadaptowany w 1835 roku na cerkiew prawosławną. W 1863 żona miejscowego duchownego tego wyznania podpaliła świątynię, wywołując zniszczenia wież i dachu. Obiekt został po tym wydarzeniu zdewastowany, zniszczeniu uległy nagrobki Mniszchów i Wiśniowieckich, ich szczątki wyrzucono z trumien. Dopiero po przejęciu Wiśniowca przez gen. Pawła Demidowa, Rosjanina, przeprowadzono ich ponowny pogrzeb w 1910 roku. W 1907 kościół, zachowujący dotąd cechy katolickiej architektury sakralnej, został przebudowany w stylu rosyjsko-bizantyńskim - wieże połączono murem i zbudowano na nich kopułę, zrzucono barokowe posągi świętych, z wnętrza usunięto barokowe freski, ołtarze i ambonę. Rozebrano również część zabudowań klasztornych.
W 1921, podobnie jak wiele innych obiektów w czasie zaborów odebranych katolikom na rzecz Rosyjskiego Kościoła Prawosławnego, został zrewindykowany na rzecz katolików. Karmelici ponownie zamieszkali w Wiśniowcu w 1931 roku i podjęli odbudowę i renowację świątyni. W 1939 roku kościół został zaatakowany przez Żydów.
Po rozpoczęciu rzezi wołyńskiej i czystki etnicznej w Małopolsce Wschodniej w klasztorze karmelitów schroniła się znaczna grupa Polaków. W 1943 budynek był kilkakrotnie atakowany przez oddziały UPA. W styczniu 1944, po wycofaniu się Niemców z Wiśniowca, w klasztorze nadal pozostawało 300-400 osób, mających nadzieję, że rychłe wejście Armii Czerwonej uniemożliwi UPA nowy atak. Jednak 12 lub ok. 20 lutego 1944 dzięki podstępowi (podawanie się za partyzantów radzieckich lub Polaków) grupa SB OUN (lub partyzanci UPA) wdarła się do budynku. W masakrze Polaków zginęło ok. 300 osób, w tym dwaj karmelici: przełożony klasztoru o. Józef Gleczman (imię zakonne Kamil) i br. Jan Lasoń (imię zakonne Cyprian). W tym samym czasie we wsi Wiśniowiec Stary doszło do drugiej masowej zbrodni UPA, której ofiarą padło 138 osób.
Klasztor karmelitów został spalony. Jedyny ocalały budynek klasztorny został zaadaptowany na internat, przetrwało również zabytkowe ogrodzenie.